# Кардинальная степень
Кардинальная степень — операция над двумя множествами, результатом которой является множество всех функций с областью определения в одном множестве и областью значений в другом множестве. Для функций с областью определения {\displaystyle A} и областью значений {\displaystyle B} обозначается {\displaystyle B^{A}}.
Является одной из кардинальных операций над множествами, то есть такой, которая создает в результирующем множестве элементы, не присутствующие в исходных множествах. Мощность кардинальной степени: {\displaystyle \mid {B}^{A}\mid ={\mid B\mid }^{\mid A\mid }} (чем мотивируется выбор обозначения для операции).
Категорное обобщение кардинальной степени — экспоненциал.